# Filitosa

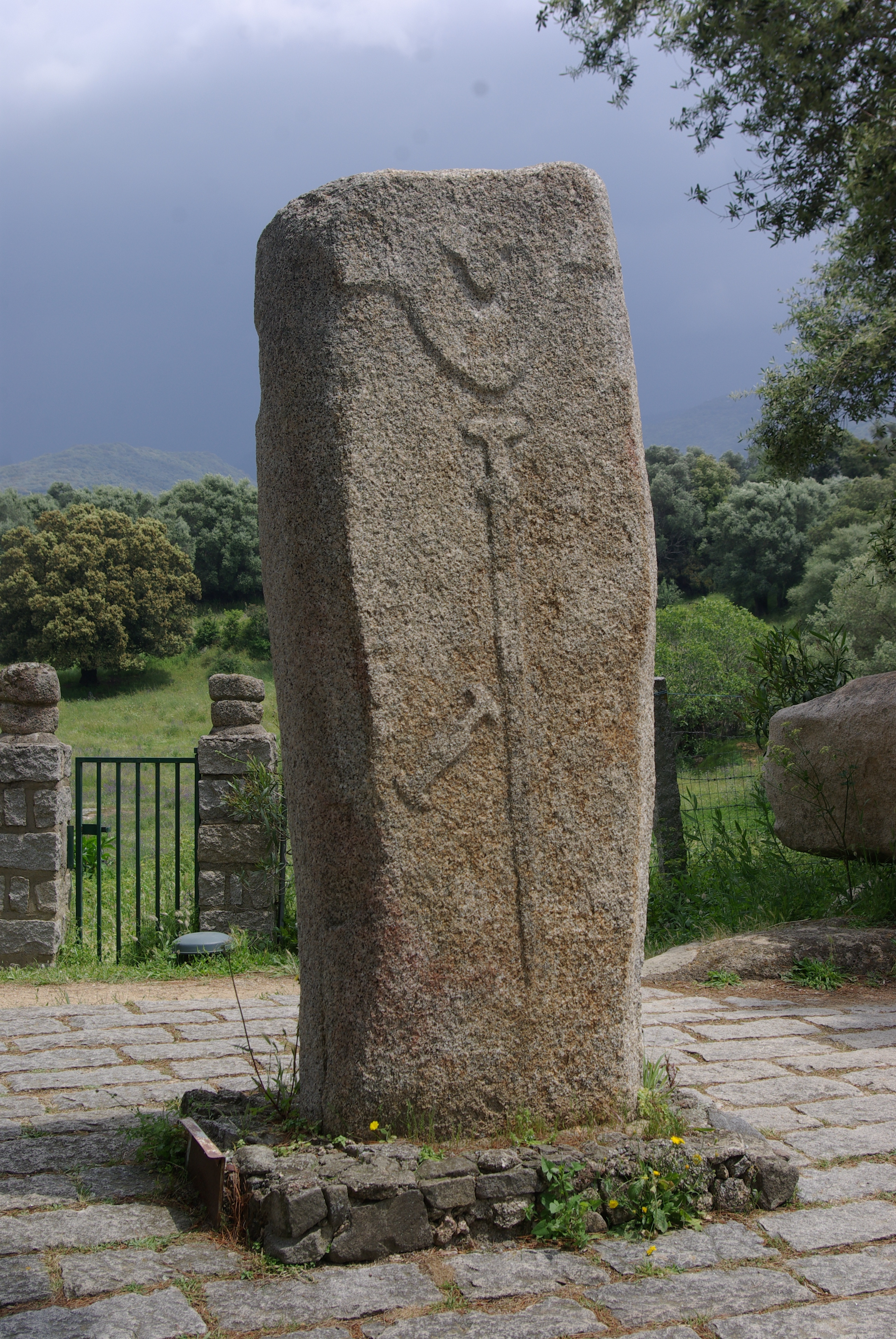
Menhir Filitosa V

Filitosa – stanowisko megalityczne położone w dolinie rzeki Taravo w południowej części Korsyki, około 17 kilometrów na północ od Propriano. Filitosę wpisano na listę zabytków monument historique.
Stanowisko zostało odkryte przypadkowo w 1946 roku przez właściciela terenu, Charlesa-Antoine Cesariego. Badania archeologiczne rozpoczął w 1954 roku Roger Grosjean. Okolica była zasiedlona po raz pierwszy w neolicie, ok. 6 tysięcy lat p.n.e., przez zamieszkującą pobliskie schroniska skalne ludność trudniącą się rolnictwem, po której pozostały narzędzia kamienne oraz fragmenty ceramiki. Około połowy IV tysiąclecia p.n.e. na tereny te przybyła nowa grupa osadnicza, która zaczęła wznosić budowle megalityczne. Kultura ta została zniszczona w 2. połowie II tysiąclecia p.n.e. przez najeźdźców związanych z tzw. Ludami Morza, którzy zniszczyli większość megalitów i ufortyfikowali miejsce, wznosząc mur i dwie warowne wieże.
Z okresu budownictwa megalitycznego pochodzą wykonane z granitu menhiry o wysokości od 2 do 3 metrów, ozdobione zarysami ludzkich twarzy, a niekiedy przedstawiające całe postaci. Ich przeznaczenie jest nieznane, mogły to być obiekty kultu lub wizerunki zmarłych. Największy z menhirów, oznaczony jako Filitosa V, przedstawia postać trzymającą miecz i sztylet.